# Corsoncus marianoi
Corsoncus marianoi là một loài tò vò trong họ Ichneumonidae.